# Estelle Hemsley
Estelle Hemsley (5 de mayo de 1887 - 5 de noviembre de 1968) fue una actriz estadounidense de teatro y cine. Apareció en las versiones teatrales y cinematográficas de Take a Giant Step, y obtuvo un Globo de Oro a la Mejor Actriz de Reparto en la película de 1959 dirigida por Philip Leacock. Sus otros papeles cinematográficos notables incluyen a la abuela Topouzoglou en la película de 1963 de Elia Kazan América, América (nominada al Óscar a la mejor película), Cla-Cla en la película de 1959 de Mel Ferrer Green Mansions, la madre de Ruby Dee en Donde la ciudad termina (1957), y Catherine en la película de 1965 de Robert Mulligan Baby the Rain Must Fall.

## Filmografía
| Año  | Título                        | Papel                   | Notas |
| ---- | ----------------------------- | ----------------------- | ----- |
| 1948 | The Return of Mandy's Husband | Mandy                   |       |
| 1957 | Donde la ciudad termina       | Mrs. Price              |       |
| 1959 | Green Mansions                | Cla-Cla                 |       |
| 1959 | Take a Giant Step             | Grandma 'Gram' Martin   |       |
| 1960 | The Leech Woman               | Old Malla               |       |
| 1963 | América, América              | Grandmother Topouzoglou |       |
| 1965 | Baby the Rain Must Fall       | Catherine               |       |